# Макогон, Игорь Васильевич
И́горь Васи́льевич Макого́н (укр. Ігор Васильович Макогон; род. 24 ноября 1969, Кировоград) — советский и украинский футболист, игравший на позиции правого защитника.

## Биография
Воспитанник кировоградского футбола. Первый тренер — Василий Капинус. Учился в харьковском спортинтернате вместе с Андреем Канчельскисом, но «Металлисту» не подошёл. По окончании учёбы вернулся в Кировоград, где стал игроком местной «Звезды», дебютировав за команду в 17-летнем возрасте. Уже в следующем сезоне стал основным игроком. В 1988 году был призван на воинскую службу, во время которой выступал за одесский СКА. После демобилизации вернулся в «Звезду», где играл до распада СССР.
Первый чемпионат независимой Украины провёл в александрийской «Полиграфтехнике». Следующий сезон начал в кременчугском «Кремне», выступавшем в высшей лиге. Дебютировал в высшей лиге 16 августа 1992 года, на 74-й минуте выйдя на замену вместо Сергея Лукаша, в выездном матче против киевского «Динамо». По окончании осенней части сезона перебрался в родную «Звезду», возглавляемую Александром Ищенко. В составе кировоградской команды выступал до 1997 года, прошёл путь от второй до высшей лиги чемпионата Украины. В 1997 году, вместе с Ищенко и группой футболистов (Бурхан, Руснак, Сивуха, Соболь, Фёдоров) перешёл в винницкую «Ниву», где провёл сезон, выходя на поле практически в каждом матче. В 1998 снова вернулся в «Звезду», за которую выступал до окончания карьеры, за исключением осенней части сезона 1999/2000, в которой защищал цвета «Полиграфтехники». Последний матч сыграл в 2002 году. Всего за «Звезду» провёл более 300 матчей, из которых 200 — в чемпионатах Украины, что является клубным рекордом.

## Достижения
- Бронзовый призёр Второй лиги чемпионата Украины: 1993/1994
- Победитель Первой лиги чемпионата Украины: 1994/1995